# (6451) Karnten
(6451) Karnten es un asteroide perteneciente al cinturón de asteroides, región del sistema solar que se encuentra entre las órbitas de Marte y Júpiter, descubierto el 9 de abril de 1991 por Freimut Börngen desde el Observatorio Karl Schwarzschild, en Tautenburg, Alemania.

## Designación y nombre
Designado provisionalmente como 1991 GP10. Fue llamado así por el estado más meridional de Austria. La capital, Klagenfurt, está situada en una llanura junto al lago Wörther. El nombre se deriva del pueblo celta de Karner. La región formaba parte de la provincia romana de Nórico.

## Características orbitales
Karnten está situado a una distancia media del Sol de 2,647 ua, pudiendo alejarse hasta 2,778 ua y acercarse hasta 2,516 ua. Su excentricidad es 0,049 y la inclinación orbital 3,702 grados. Emplea 1573,12 días en completar una órbita alrededor del Sol.

## Características físicas
La magnitud absoluta de Karnten es 14,47. Tiene 5,600 km de diámetro y su albedo se estima en 0,118.